# Kloosterkerk van de Ongeschoeide Karmelieten (Gent)
De Kloosterkerk Paters Karmelieten, ook kloosterkerk van de ongeschoeide karmelieten genoemd, is een kerkgebouw in de Belgische stad Gent. De kerk werd gebouwd door de ongeschoeide karmelieten die zich vanaf 1651 in de stad vestigden.
De kerk is toegewijd aan de heilige Jozef en aan de heilige Leopold III van Oostenrijk.
Het hoogaltaar, de predikstoel en de biechtstoelen vertonen een grote homogeniteit. De biechtstoelen zijn met elkaar verbonden door een houten gedecoreerde lambrisering.

## Bouwgeschiedenis van de kerk
De kerk is gebouwd in een stijl die een overgang betekent tussen barok en classicisme. Er is witte zandsteen uit Arras en hardsteen uit Balegem en Brussel gebruikt als bouwmateriaal. Architect van de kerk was de lekenbroeder-karmeliet Leonardus van Langenhove. Ze werd in 1668 voorlopig ingewijd toen ze nog maar gedeeltelijk was afgewerkt. Ze was klaar in 1712 en de definitieve inwijding volgde in 1714. Het is een basilicale kerk met tien Toscaanse zuilen waarvan de middenbeuk doorloopt naar het priesterkoor. Het hoogaltaar is beschilderd in allerlei marmerkleuren en gedeeltelijk verguld. De portaaldeur (zie foto) is 19e-eeuws en afkomstig uit de jezuïetenkerk van Doornik. Boven het hoogaltaar hangt het schilderij Bescherming van Sint-Jozef van Victor Janssens (1658-1736). In de kerk zijn verder schilderijen te zien van onder meer Gaspar de Crayer.
In het laatste kwart van de zeventiende eeuw werden op deze locatie aan de Burgstraat ook de eerste kloostergebouwen opgetrokken in een deel van de tuin van het Prinsenhof. De grond was hen geschonken door bisschop Triest.
De kerk en de kloostergebouwen werden in 1797 door Franse revolutionairen bezet. De kerk werd in 1801 opnieuw opengesteld voor de eredienst. De kloostergebouwen werden verhuurd en konden hun oorspronkelijke functie pas vanaf 1845-1848 opnieuw opnemen. De kloosterkerk is sinds 1961 een beschermd monument. Restauratie van de kerk gebeurde tussen 1974 en 1979.
Onder de kerk bevindt zich een crypte waar bij werkzaamheden in 1978 resten van kloosterlingen en weldoeners werden aangetroffen. De uitgeverij-boekhandel Carmelitana is eveneens op de kloostersite te vinden.

## Karmelieten en Gentenaars
De Gentenaars noemen de karmelieten van de Burgstraat vaak discalsen naar het Latijnse woord discalceatus (ongeschoeid). De monniken van het Caermersklooster in Gent waren geschoeide karmelieten.

## Galerij

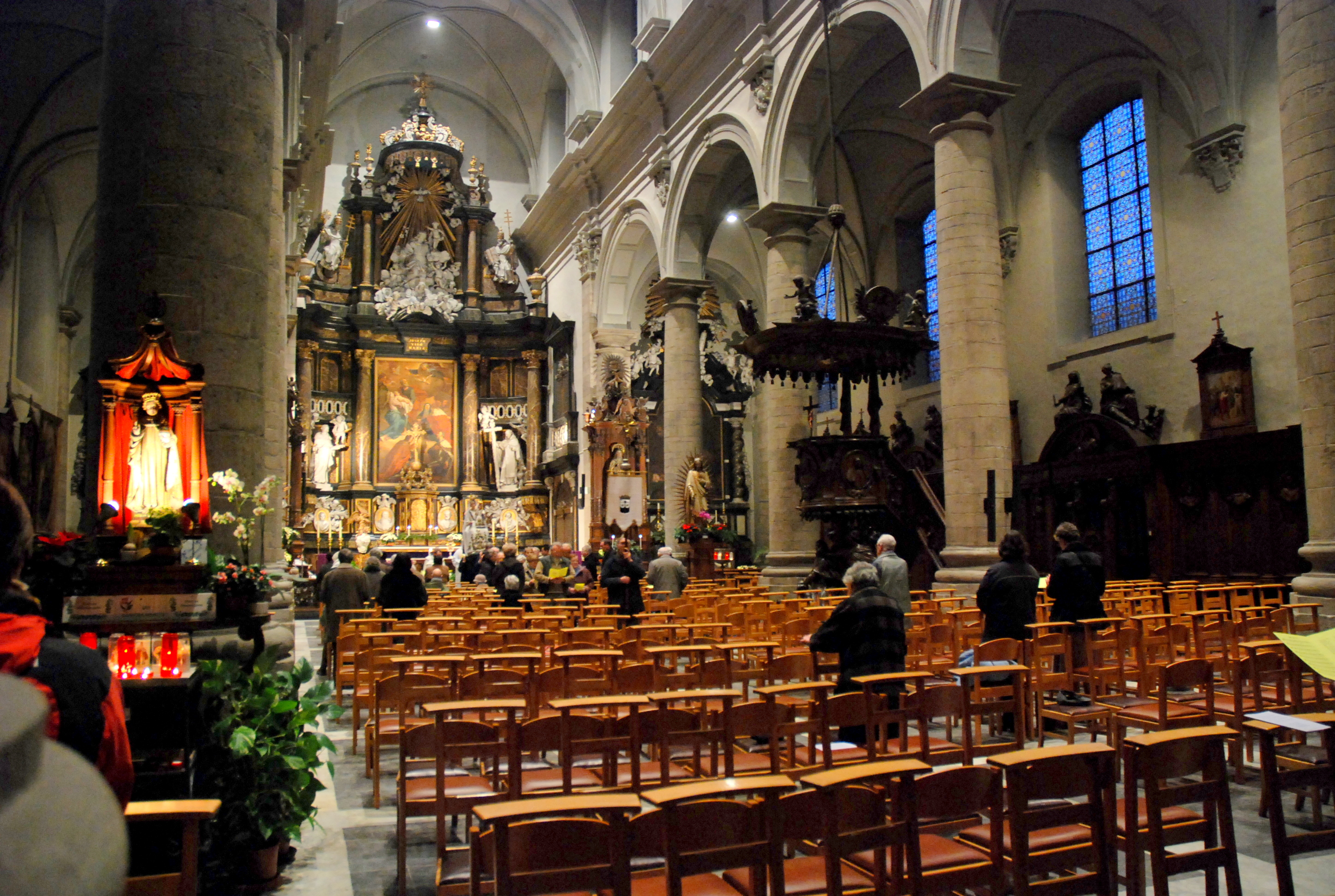
Het schip
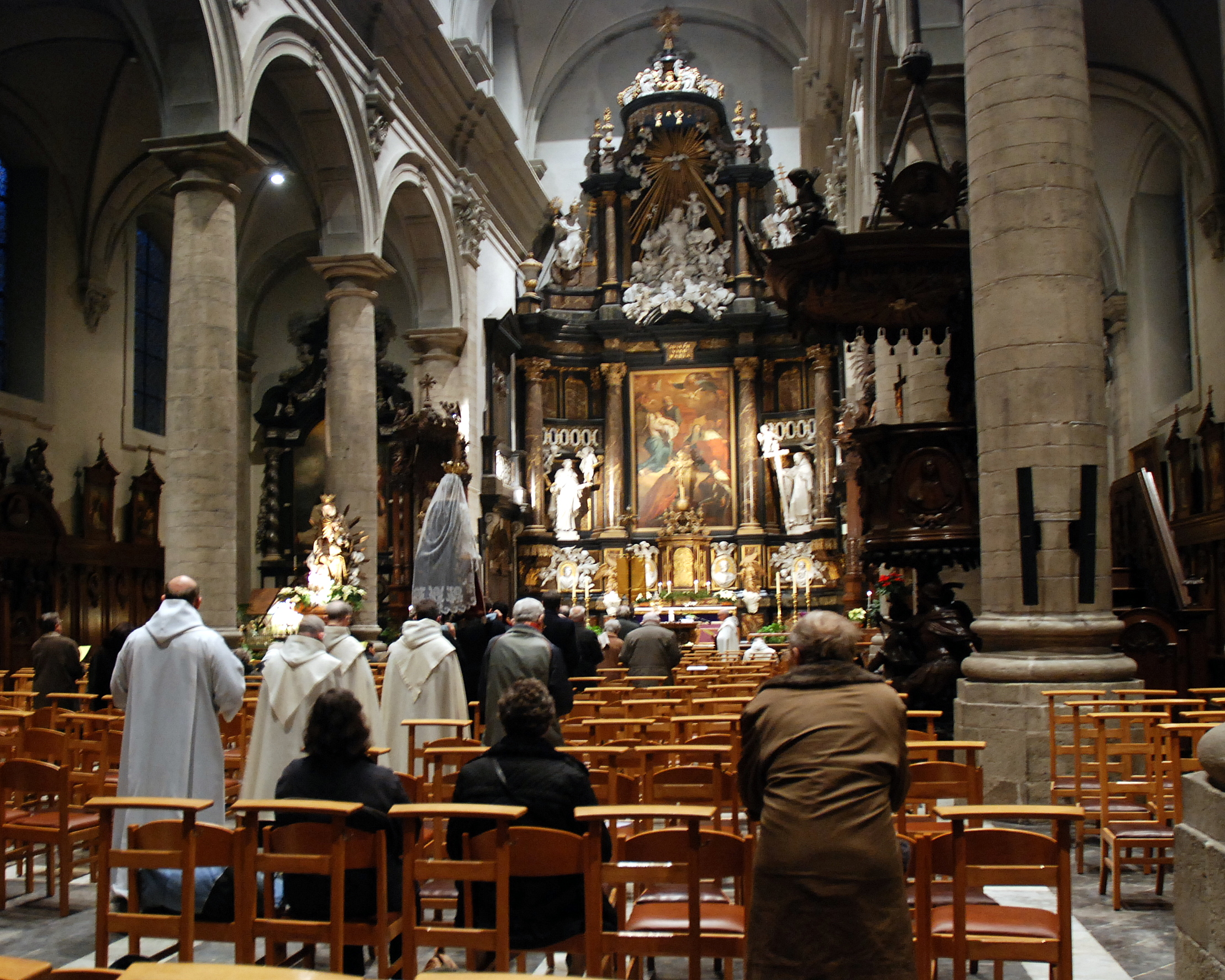
Karmelieten tijdens de vespers
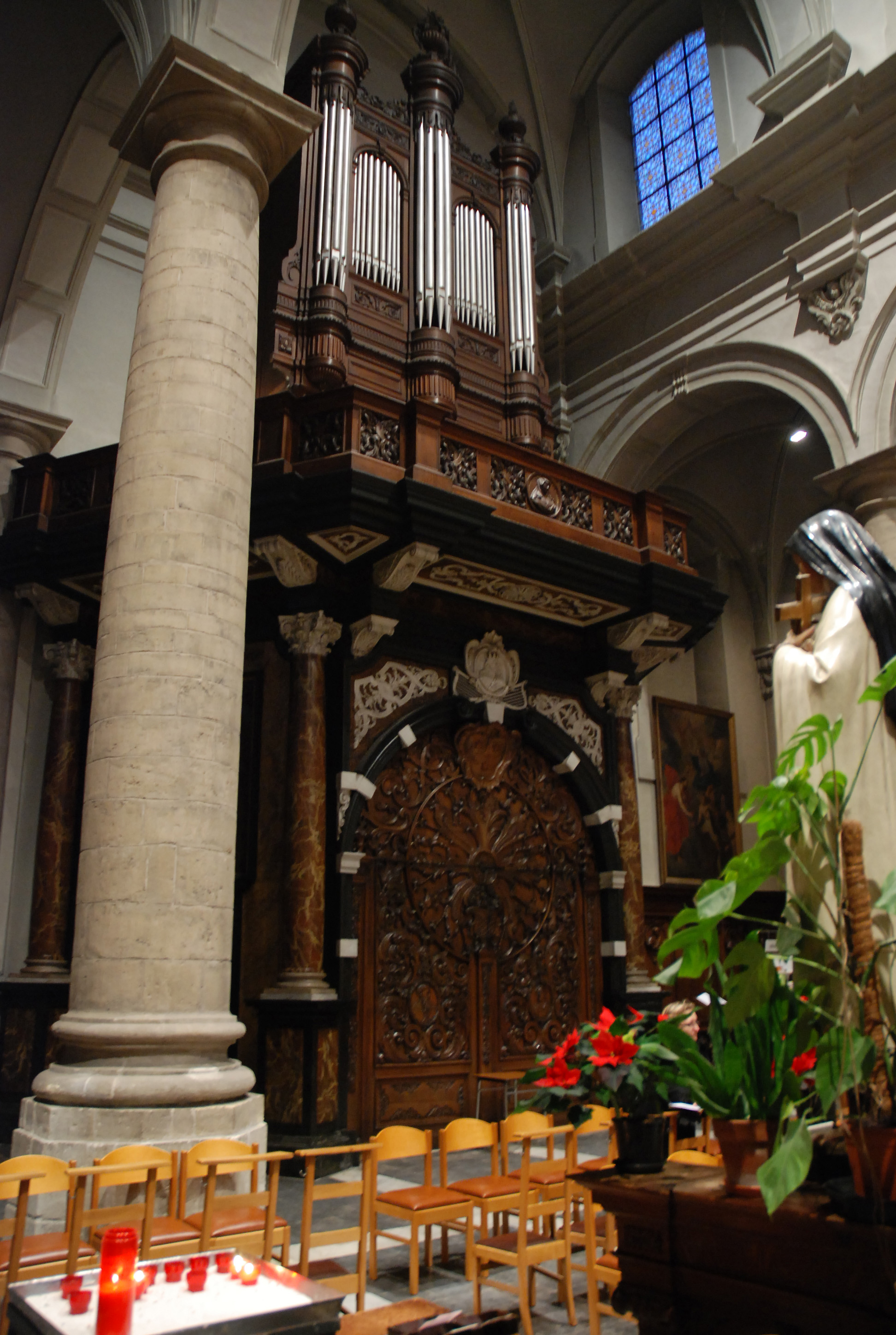
De portaaldeur